# Ориндж-Уолк
О́риндж-Уо́лк (англ. Orange Walk) — город в Белизе, административный центр одноимённого округа.

## Географическое положение

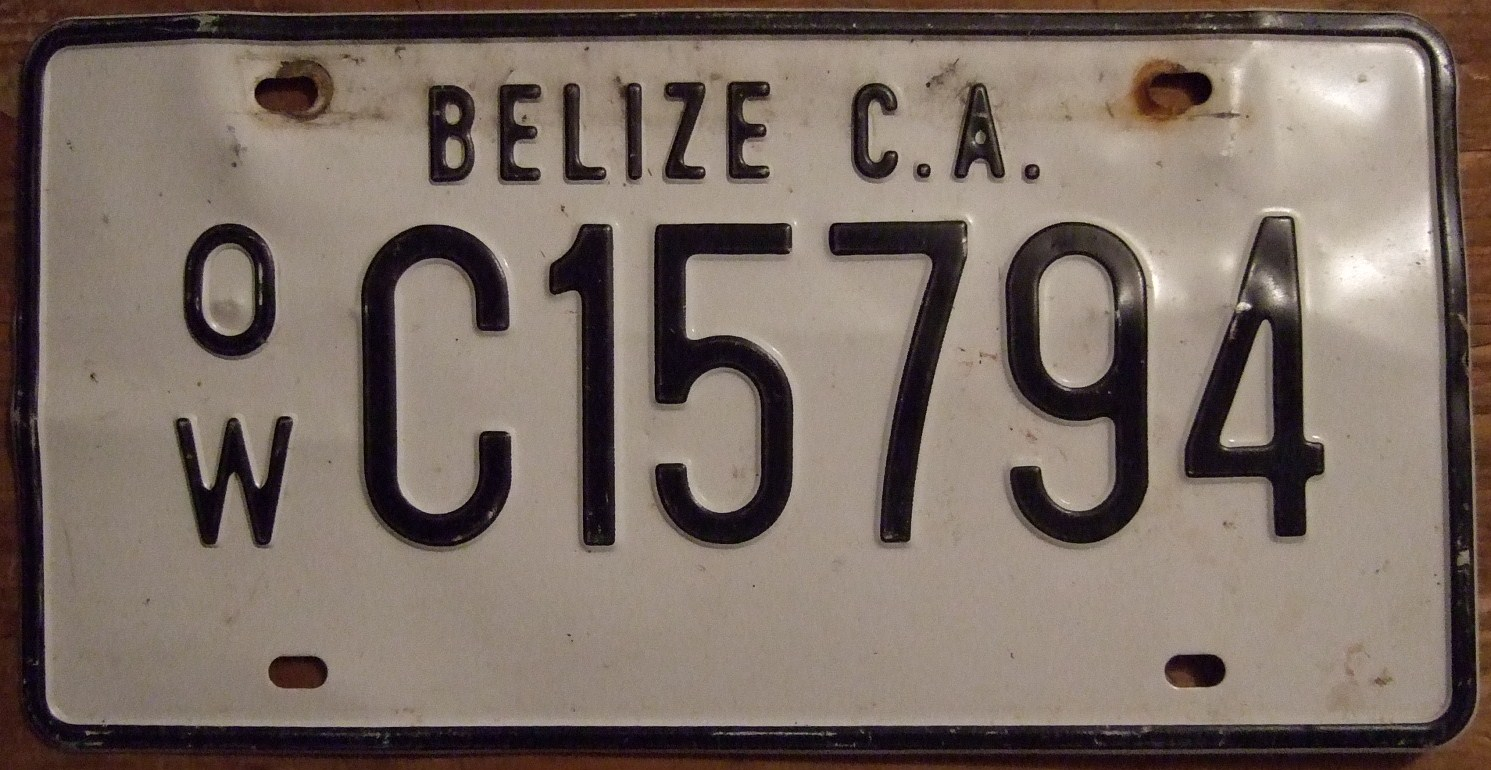
Автомобильный номер в Ориндж-Уолк

Центр города находится на высоте 33 м над уровнем моря.

## История

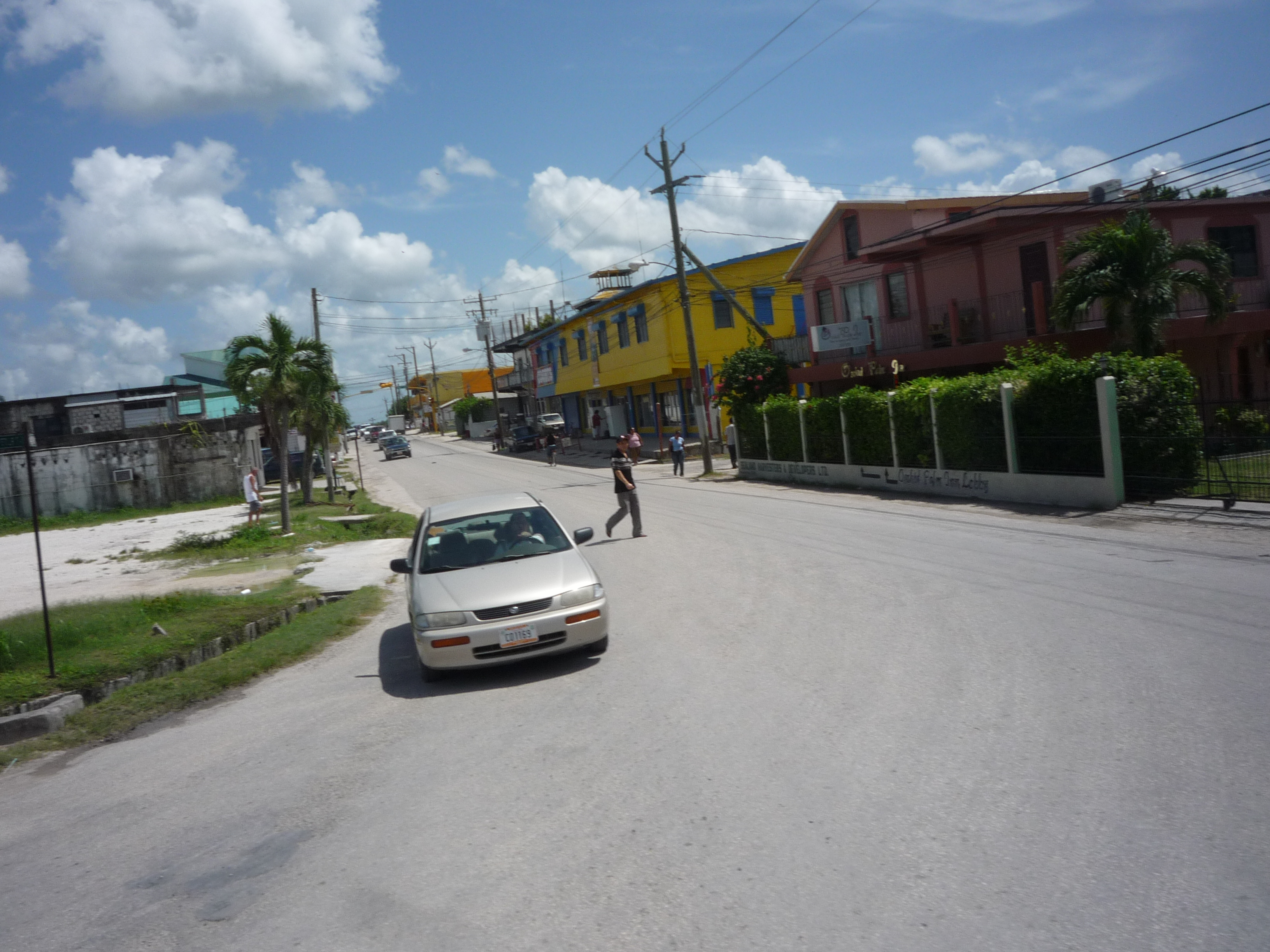
На одной из улиц города

Во времена майя город был известен под названием Холпатин. В 1530 году на эту территорию высадились европейские колонизаторы, после чего началась война между ними и майя. В 1848 году в город прибыли беженцы майя и метисы из Мексики, спасаясь от войны в Юкатане. Это вызвало быстрый рост населения в городе. Метисы принесли с собой сахарный тростник, который затем стал основой экономики Белиза.

## Демография
Население города по годам:
| 1980  | 1991   | 2000   | 2012   |
| ----- | ------ | ------ | ------ |
| 8 439 | 12 042 | 13 483 | 13 368 |

## Экономика
Сегодня индустрия производства сахара продолжает процветать в регионе, Ориндж-Уолк местные жители называют как «Сахарный город». Местный завод Tower Hill Sugar Factory обрабатывает почти всё производство сахарного тростника в стране. Выращивание других сельскохозяйственных культур и туризм также играют большую роль в экономике города.